# Claudio Luca
Pour les articles homonymes, voir Luca.
Claudio Luca est un producteur et acteur canadien.

## Filmographie

### comme producteur
- 1990 : Une histoire inventée
- 1992 : The Boys of St. Vincent (TV)
- 1993 : The Boys of St. Vincent: 15 Years Later
- 1995 : Radio Enfer (série télévisée)
- 1995 : Margaret's Museum
- 1995 : Le Sphinx
- 1997 : Les Orphelins de Duplessis
- 1998 : Big Bear (feuilleton TV)
- 1999 : L'Île de sable
- 1999 : Kayla
- 1999 : Quand je serai parti... vous vivrez encore
- 2001 : Avoir su... (série télévisée)
- 2002 : Le Dernier chapitre : La Suite (feuilleton TV)
- 2003 : The Last Chapter II: The War Continues (feuilleton TV)
- 2004 : Il Duce canadese (feuilleton TV)
- 2004 : Sur place ou à emporter? ("Fries with That") (série télévisée)
- 2005 : René Lévesque (feuilleton TV)

### comme acteur
- 1998 : Big Bear (feuilleton TV) : Prison priest